# Rafael Bombelli
Rafael Bombelli (italià: Raffaele Bombelli)  (Bolonya, 1526 - Roma, 1572) va ser un matemàtic i enginyer italià, del segle xvi, conegut per haver estat el primer a intuir els nombres imaginaris.

## Vida
Bombelli va ser batejat el 20 de gener de 1526 a Borgo Panigale, als afores de Bolonya, fill de Diamente Scudieri i d'Antonio Bombelli (nascut Mazzoli), un comerciant de llana. El pare, del partit dels Bentivoglio, la nissaga que governava Bolonya, el 1508 va ser desnonat igual com el seu padró, pel papa Juli II i va partir en exili. En tornar va canviar el cognom. Tot i que no existeix constància que estudiés a la universitat, ell mateix diu que va ser educat per un arquitecte bolonyès, Pier Francesco Clementi di Corinaldo, que treballava per a la Cambra Apostòlica, una mena de ministeri civil dels Estats Pontificis als quals pertanyia aleshores Bolonya.
L'any 1549, Alessandro Rufini, un noble romà que després esdevingué bisbe de Melfi, va encarregar Bombelli la reclamació sobre els pantans del Val di Chiana (entre l'Arno i el Tíber) per a convertir la vall en terres cultivables. Com que aquesta feina li deixava força temps lliure, va decidir escriure un tractat de matemàtiques que posés a l'abast del ciutadà mitjà aquesta ciència. Bombelli admirava l'Ars Magna de Cardano, però el considerava un llibre massa enfarfegant per un lector mitjà. El primer manuscrit de la seva Àlgebra es considera datat el 1550 però va resultar prou diferent del que es va publicar finalment.
L'èxit obtingut en els pantans del Val di Chiana, va fer que li encarreguessin l'aprofitament de les Llacunes Pontines, cosa que el va obligar a traslladar-se a Roma. A Roma va conèixer Antonio Maria Pazzi, un professor de matemàtiques de la Universitat de Roma La Sapienza, que li va mostrar un manuscrit de Diofant d'Alexandria que havia descobert a la Biblioteca Vaticana. Bombelli i Pazzi, entusiasmats, van decidir preparar-ne una traducció, que no es va dur mai a terme. Però l'efecte d'aquests coneixements sobre el llibre que estava escrivint Bombelli va ser força important.
Finalment, el 1572, Bombelli duia a la impremta els tres primers llibre de la seva Àlgebra, que es publicava a Venècia el 1572, amb l'anunci que en seguirien dos llibres més. Pocs mesos després, Bombelli moria i aquests dos llibres no veurien la llum.
No obstant, el matemàtic italià Ettore Bortolotti va descobrir, el 1923, els manuscrits de Bombelli a una llibreria de Bolonya. Juntament amb la versió manuscrita del tres primers llibres, hi havia l'esborrany dels altres dos llibres, que Bortolotti va fer publicar el 1929.

## L'Àlgebrade Bombelli

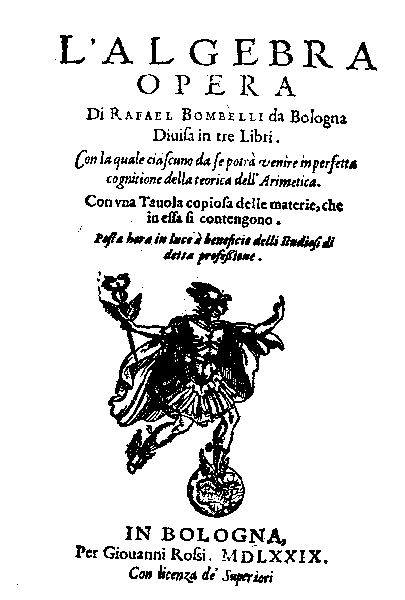
Edició de 1579 de la seva Algebra.

Tot i l'admiració de Bombelli per Cardano, la seva obra està més en la línia de la Summa de Pacioli o dels Coss germànics (Rudolff o Stifel).
Bombelli contribueix decisivament en l'elaboració d'una notació algebraica que substitueixi les explicacions verbals de les matemàtiques anteriors (fonamentalment les musulmanes). No obstant, la seva notació seria prou difícil d'entendre per un matemàtic de la nostra època, però la idea de substituir números i operacions per lletres i símbols seria fortament desenvolupada en els segles següents, i Bombelli n'és un dels iniciadors.
Al final de la primera part de la seva Àlgebra, Bombelli introdueix una "nova classe d'arrel cúbica" que es dona en les equacions de la forma {\displaystyle x^{3}=cx+d} quan {\displaystyle (d/2)^{2}-(c/3)^{3}} és negatiu. Aleshores, les fórmules de Cardano-del Ferro, condueixen a l'arrel quadrada d'un nombre negatiu, cosa que, en aquella època, era un sense sentit. Bombelli proposa un nom nou per aquests nombres que no són positius (più) ni negatius (meno). Bombelli els anomena più di meno i meno di meno i presenta les diferents lleis de multiplicació per aquests nous nombres (nombres complexos).
Quan Bombelli estudia l'equació {\displaystyle x^{3}=15x+4} que ell coneix que té la solució en {\displaystyle x=4}, veu que en aplicar les fórmules de Cardano-del Ferro li dona la solució:
{\displaystyle x={\sqrt[{3}]{2+{\sqrt {-121}}}}+{\sqrt[{3}]{2-{\sqrt {-121}}}}}
que no té cap semblança amb la solució ja coneguda i que és irresoluble amb els coneixements d'aquell temps.
Aleshores, proposa la utilització dels seus nombres, assumint que:
{\displaystyle {\sqrt[{3}]{2+{\sqrt {-121}}}}=a+{\sqrt {-b}}} i
{\displaystyle {\sqrt[{3}]{2-{\sqrt {-121}}}}=a-{\sqrt {-b}}}
Amb uns breus càlculs i sabent que {\displaystyle {\sqrt {-121}}=11{\sqrt {-1}}} el condueix al sistema d'equacions següent:
{\displaystyle a^{2}+b=5}
{\displaystyle a^{3}-3ab=2}
Bombelli no intenta resoldre el sistema, ja que això el conduiria a una nova equació de tercer grau, sinó que veu que necessita un nombre que tingui un quadrat més petit que {\displaystyle 5} i un cub més gran que {\displaystyle 2}. Per això, {\displaystyle a=2} és l'única possibilitat, i {\displaystyle b=1} dona l'altra solució. La solució d'aquesta equació cúbica és, doncs:
{\displaystyle x=(2+{\sqrt {-1}})+(2-{\sqrt {-1}})}, o sigui {\displaystyle x=4}.
El tercer llibre de l'Àlgebra és una col·lecció de 273 problemes d'equacions de diferents graus.
El quart i el cinquè llibres, els que no van ser publicats fins a 1923, són d'àlgebra geomètrica: resol geomètricament les operacions aritmètiques, afirmant que  tot el que es fa amb nombres, es pot fer també amb línies.